# DR1 (chaîne de télévision)
Pour les articles homonymes, voir DR1.
DR1 est une chaîne de télévision publique danoise appartenant à la société DR.

## Historique de la chaîne
Doyenne des chaînes de télévision au Danemark, elle voit le jour en 1951 sous le nom de Statsradiofonien Fjersyn (SR Fjersyn), et est diffusée à l'époque à raison d'une heure par jour, trois jours par semaine. 
Rebaptisée DR en 1959, elle devient DR1 en 1996, année de la création de la deuxième chaîne du groupe public, DR2.

## Programmes
Sa grille des programmes, qui vise à satisfaire toutes les tranches de la population, comprend des séries, du sport, des dessins animés, des émissions culturelles, politiques ou de débats, ainsi qu'un programme consacré à l'actualité (Aftenshowet), plusieurs flashs infos (Nyheder) et deux éditions du journal télévisé (TV Avisen), à 18 heures 30 et 21 heures. Elle produit en outre des émissions de divertissement telles que Talent (adaptation du format britannique Got Talent), X Factor Danmark ou Dansk Melodi Grand Prix. 

## Organisation

### Financement
Tout comme de nombreuses autres chaînes de télévision publiques en Europe, DR1 est entièrement financée par la redevance, et aucune coupure publicitaire ne vient plus interrompre ses programmes.

## Diffusion
DR1 est diffusée dans l'ensemble du pays par voie hertzienne, câble et satellite. Elle peut également être reçue dans le sud de la Suède et en Schleswig-Holstein, dans le nord de l'Allemagne. Elle recueillait une audience de 27 % en 2003.
Entre 1951 et 1966, elle émettait 10 heures par semaine. De 1966 à 1982, sa diffusion augmente avec 13 heures par jour, puis à 18 heures par jour entre 1982 et 1995, avant d'atteindre 21 heures par jour entre 1995 et 2000. Enfin, elle est diffusée sans arrêt depuis 2000, devenant ainsi la première chaîne du Danemark à émettre sans interruption.

## Identité visuelle (logo)

Logo de DR1 du 30 août 1996 au 1er mars 2002.
Logo de DR1 de 2 mars 2002 au 31 mai 2005.
Logo de DR1 de 1er juin 2005 au 31 août 2009.
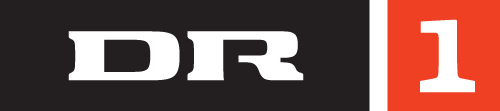
Logo de DR1 de 1er septembre 2009 au 31 janvier 2013.
Logo de DR1 du 1er février 2013 à 2017.
Logo de DR1 de 2017 au 2 janvier 2020.
Logo de DR1 depuis le 2 janvier 2020.